# Een leven
Een leven is een hoorspel van Dieter Meichsner. Ein Leben werd op 6 januari 1958 door de Sender Freies Berlin uitgezonden. De VARA bracht het op woensdag 4 februari 1959 (met een herhaling op maandag 9 maart 1959). De vertaling was van Frans van Mastrigt en S. de Vries jr. regisseerde het. Het duurde 63 minuten.

## Rolbezetting
- Paul van der Lek (Hermann Brieger)
- Wiesje Bouwmeester (zijn vrouw, Hilde)
- Johan Wolder (hun zoon Karl)
- Rien van Noppen (de vader van Brieger)
- Wam Heskes (de chef van Brieger)
- Constant van Kerckhoven (de dokter)
- Dries Krijn (de conciërge)
- Tine Medema (mevrouw Leiser)
- Nora Boerman (mevrouw Metzig)
- Ingrid van Benthem (Susanne)
- Gé Gouwswaard (een vriend)
- Dick van ’t Sant & Alex Faassen jr. (de twee politieagenten)

## Inhoud
De biografie van een eenvoudige man, die zich veel van zijn leven had voorgesteld en weinig bereikt heeft. In het huurhuis waarin hij woont, heeft men hem kort voor het weekeinde voor het laatst gezien. Daar de radio in zijn woonst speelt, wordt de politie verwittigd en een slotenmaker opent de deur. De man, volgens het naambordje op de deur Hermann Brieger, zit in elkaar gezonken aan tafel, een omgevallen glas en de krant liggen op de grond. Als man hem  zo ziet zitten, lijkt de tijd plots teruggedraaid te worden. De radio brengt het vioolconcert in re groot opus 77 van Johannes Brahms, en tussen aan- en afkondiging vat de dode Hermann Brieger zijn leven samen. – Zijn jeugdherinneringen zijn vaag. Ze leefden in armoe, net zoals allen in die tijd leefden: met aardappels en vis als dagelijks brood, ‘s zondags als feestmaal een suikerstok. Het voornaamste van dit leven gebeurt tussen de eerste ontmoeting met Hilde en de roerend naïeve toespraak van de pastoor bij Hildes begrafenis. Brieger had voor de Eerste Wereldoorlog als monteur naar Chicago kunnen gaan, maar de levenslustige Hilde wilde hem geen twee jaar trouw garanderen. Ze is hem ook in hun huwelijk niet trouw gebleven en heeft hem bedrogen toen het eerste kind, Karl, al geboren en hij op montage was. Mocht hij maar overzee gegaan zijn, mocht hij haar maar na de misstap verlaten hebben... Speculaties die zinloos zijn. Waarom heeft de granaatscherf in de Eerste Wereldoorlog zijn luitenant getroffen en niet hem? De afstand tussen de twee hoofden bedroeg twintig centimeter. En waarom moest zoon Karl dan in de Tweede Wereldoorlog sneuvelen? Van de grote plannen uit zijn vroegere jaren is niks in huis gekomen. Brieger heeft geen eigen atelier opgericht en heeft geen huis gebouwd, maar de kinderen hadden het toch beter moeten hebben. Karl studeerde rechten en ze kochten een piano voor hem. Dan, na de eerste staatsexamens, de “heldendood”… Käthe is goed getrouwd en ze hadden haar na de pensionering graag bezocht, maar Hilde is meteen overleden. Wat overblijft is een aantal kleine vreugden en een grote hoop nalatigheden. Waarom heeft Brieger zich niet solidair getoond toen de twee joodse arbeiders ontslagen werden? Brieger weet het: „Je komt van ergens, leeft je leven en gaat weer.” Dat is dan alles. De mannen van de begrafenisdienst brengen een baar en halen hem af. Zijn deur wordt ambtshalve verzegeld…